# Ray-Ban
Ray-Ban («Рей-Бен») — бренд солнцезащитных очков и оправ для корректирующей оптики, созданный американской компанией Bausch & Lomb, ныне принадлежащий итальянской компании Luxottica.

## История

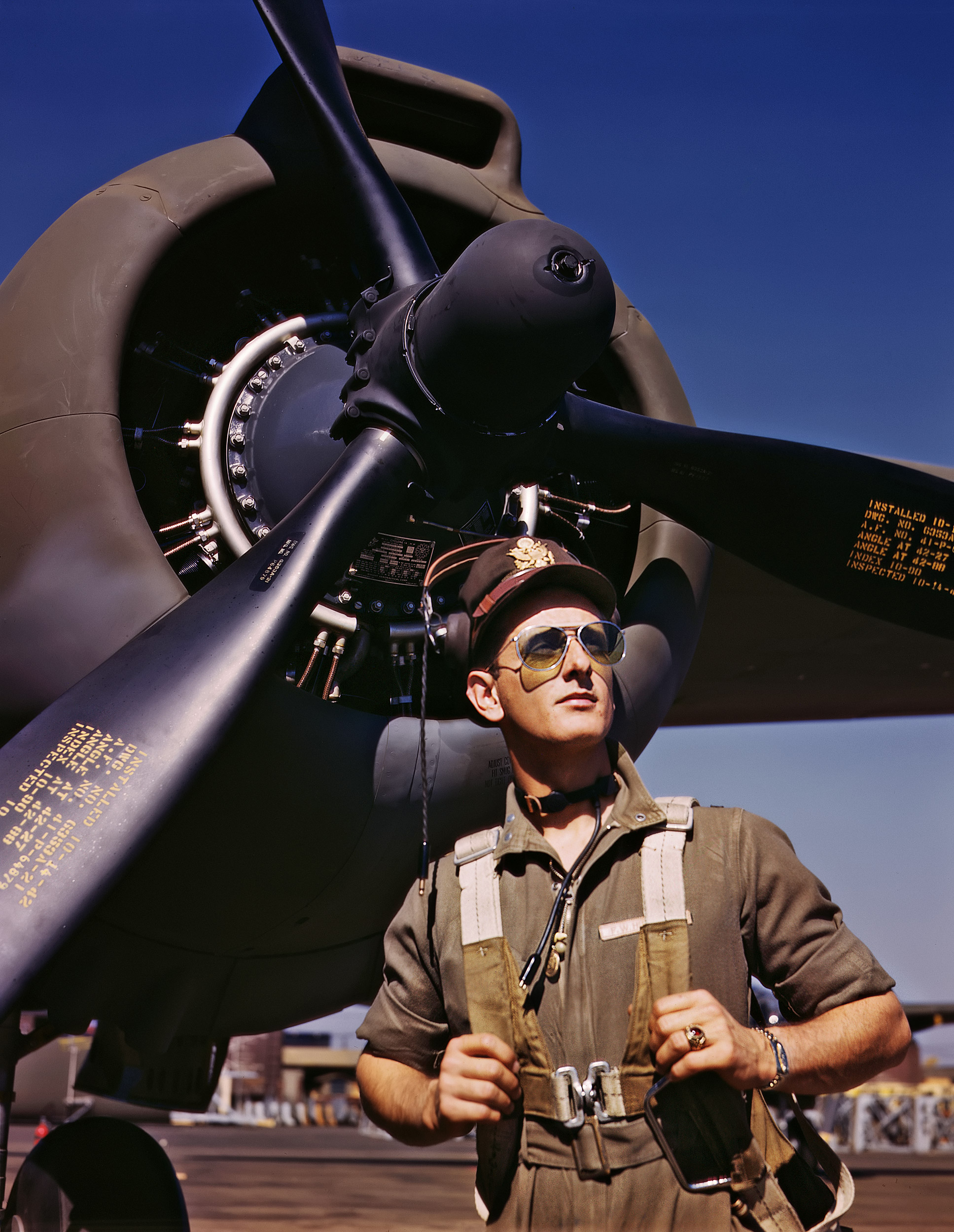
Американский летчик Майк Ф. В. Хантер в очках AN-6531

История «Рэй-Бен» начинается в 1920-х годах, когда резко возросла высота и длительность полётов самолётов, но при этом кабины продолжали оставаться открытыми. Лётчики возвращались на землю физически изнурёнными и с воспалёнными глазами. Чтобы избежать ослепления и защититься от встречного ветра, тогда использовали закрытые очки-полумаски с кожаными или меховыми накладками, часто не имевшие рационального проветривания.
В 1920 году пилот Рудольф Шрёдер по прозвищу «Коротышка» Шрёдер («Shorty» Schroeder) попробовал подняться на биплане выше 10 км в таких очках. Был установлен новый рекорд, но на высоте его очки запотели и пилоту пришлось их снять. С большим трудом с помутившимся зрением и замёрзшими глазами испытатель сумел посадить машину и спастись. Его друг, тоже испытатель самолётов и будущий генерал Второй мировой войны Джон Макриди помог Шрёдеру вылезти из кабины, а через месяц сам попытался побить рекорд Шрёдера. Там он обнаружил ещё одну проблему: слишком слабую светозащиту очков. В 1929 году Макриди связался с рочестерской фирмой Bausch & Lomb с просьбой изготовить прочные и удобные очки, защищающие глаза пилотов от ветра и солнечного света, описав их примерный внешний вид.
В 1937 году появился первый прототип таких очков, имевший пластиковую оправу и зелёные стёкла, названный «Антиблик». В следующем году он был переработан, в результате чего отказались от пластмассы, хрупкой при низких температурах, заменив её на проволочную сталь и Bausch & Lomb получила патент на очки, названные впоследствии «Авиатор». В 1938 году поступили в продажу первые очки с зелёными и жёлтыми линзами соответственно для солнечной и туманной погоды в оправе «Shooter» (Стрелок), похожие на «Авиатор», но с характерным креплением оправы в форме колечка между глаз, прозванным «пулевое отверстие». В следующем году появилась модель «Outdoorsman» (Турист), также схожий с «Авиатором» и с дополнительной перекладиной между линзами, служившей одновременно упором на лоб.

Генерал Дуглас Макартур

Впрочем, до Второй мировой войны «Ray-Ban» не успел выпустить большого количества солнцезащитных очков и спрос на них был довольно ограничен, так как бренд тогда был малоизвестен, а штучное производство определяло высокую себестоимость и конечную цену пары очков. Но благодаря наработанным до войны связям Bausch & Lomb сумела попасть в число фирм, которым были выданы заказы на изготовление защитных очков для армии и флота AN-6530 (Army/Navi порядковый номер военного заказа 6530) в форме полумаски и AN-6531 типа «Outdoorsman». Эти два типа очков могли одеваться по отдельности, а могли и вместе, и тогда в случае запотевания полумаску можно было снять, но глаза оставались под защитой вторых очков. Изготовление этих очков в промышленных масштабах позволило фирме хорошо заработать на военных поставках и отладить массовое производство, а главное сильно способствовало популярности самой идеи ношения солнцезащитных очков среди населения США после войны, когда все стремились подражать фронтовикам, вернувшимся домой с победой.
Ещё больше популярности очкам добавил командующий флотом Соединённых Штатов в Тихом океане генерал Дуглас Макартур тем, что любил картинно позировать перед фоторепортёрами с кукурузной трубкой и в «авиаторах» с зелёными линзами в позолоченной металлической оправе.
В 1940-е годы во время войны появился новый тип линз — зеркальные градиенты, затемняющие вид сверху и позволяющие лётчикам отчётливо видеть приборы.

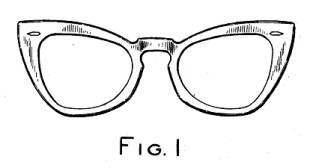
Wayfarer: иллюстрация к патенту, 1952 год

В послевоенное десятилетие благодаря экономическому подъёму и стремлению жить более ярко и празднично способствовало новой волне в музыке и моде: повсеместное распространение рок-н-ролла, глянцевых журналов и ярких краскок в коллекциях одежды. В 1952 году инженер и дизайнер Bausch & Lomb Рэймон Стиджмен создал первый вариант оправы «Wayfarer» (Путник или Странник). Кроме формы оправы, инженер разработал детали крепления оправ и конструкции кейсов для очков, но конкретно это изобретение было большой находкой для его фирмы, ставшей гражданским и даже гламурным противовесом военизированному «Авиатору» и сделавшееся второй знаковой и узнаваемой моделью бренда «Ray-Ban».
В сентябре 2021 совместно с компанией Facebook Ray-Ban выпустила модель «умных» очков, получившие название Ray-Ban Stories. Модель оснащена двумя пятимегапиксельными камерами и может снимать видео продолжительностью до тридцати секунд.

## Принадлежность бренда

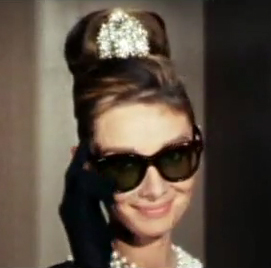
Одри Хепбёрн, 1961 год

Изначально бренд «Рэй-Бен» был собственностью американской компании Bausch & Lomb Inc. и долгое время являлся её визитной карточкой. Сама компания существовала с середины 19-го века и помимо очков выпускала множество разных видов товаров от высокоточной оптики до средств гигиены. Научный задел в оптике позволил фирме также по-научному подходить и к изготовлению линз для очков.
В 1980-е годы руководство компании решило сосредоточиться на очень перспективном и мало кем тогда занятом направлении производства мягких контактных линз, растворов для них и препаратов для глазной хирургии. Для этого с середины десятилетия началась реструктуризация, покупка предприятий-конкурентов и оборудования и распродажа всех остальных непрофильных предприятий. Солнцезащитные очки не трогали, поскольку они приносили хороший доход, необходимый для перестройки.
Однако бизнес в области солнцезащитных очков достаточно нестабилен, так как зависит не столько от качества линз и оправ, сколько от модных тенденций на их форму и цвет. В середине 1990-х годов из-за перепроизводства и изменений моды у «Рэй-Бен» начался спад продаж. Новые конкуренты Oakley, Bollé и Luxottica с их разноцветными, узкими и обтекаемыми очками, ориентированными на молодёжную и спортивную аудиторию, начали сильно теснить ветерана рынка. Bausch & Lomb старалась исправить ситуацию как созданием собственных очков обтекаемой формы, так и покупкой небольших фирм, делающих подобные неклассические очки. Например в 1997 году она приобрела итальянскую «Killer Loop», специализирующуюся на производстве очков футуристичного вида, для противостояния Oakley, находящейся в это время на недостижимом пике популярности.

Пример очков «Рэй-Бан» периода острой конкурентной борьбы в 1990-е годы

Этот обычный и неоднократно повторявшийся в истории «Рэй-Бен» кризис можно было переждать, изменить товарную линейку, провести новую рекламную кампанию: имя, безупречная репутация и склонность к научным изысканиям в создании очковых линз позволили бы в будущем наверстать доходы. Но Bausch & Lomb именно тогда совершила ряд новых дорогих приобретений, имела большие долги и только начинала полномасштабное производство предметов офтальмологии. Инвесторы получали низкие доходы, нервничали, курс акций компании неоднократно снижался.
Падение продаж у «Рэй-Бен» и связанные с этим убытки подвели черту под американской историей бренда. Чтобы достроить и сохранить с трудом созданную империю контактных линз, а также под влиянием рекомендаций приглашённых экономических консультантов, Bausch & Lomb решила пожертвовать свои 40 % мирового производства солнцезащитных очков премиум-класса: в 1999 году пакет торговых марок «Ray-Ban», «Arnette», «Killer Loop» и «Revo» был продан итальянской компании «Люксоттика» за 640 миллионов долларов.
Впрочем продажа «Рэй-Бен» не помогла Bausch & Lomb сохранить независимость, даже несмотря на повышение финансовой привлекательности. В последующие годы компания накопила новые долги и была приобретена сначала в 2007 году частной акционерной фирмой Warburg Pincus за 4,5 миллиарда долларов, а затем в 2013 году перекуплена молодой канадской фармацевтической компанией Valeant уже за 8,7 млрд долларов, из них 4,2 миллиарда долларов пошли на уплату накопленных долгов.
После покупки бренда «Рэй-Бен» компания «Люксоттика» с целью снижения издержек перенесла производство солнцезащитных очков из США в Италию.
Oakley, конкуренцию с которой в 1990-е годы не выдержал «Рэй-Бен», сегодня тоже принадлежит «Люксоттике»: в 2007 году этот бренд был продан прежними хозяевами за рекордную для солнцезащитного бизнеса сумму 2,1 миллиарда долларов. Прежде два злых конкурента теперь работают на одну компанию, согласованно выпуская разные типы очков, не мешая друг другу. А «Люксоттика» превратилась в крупнейшую корпорацию, поглотившую почти все значимые американские и значительную часть европейских брендов.

## Линзы очков «Ray-Ban» до 1999 года в составе компании Bausch & Lomb

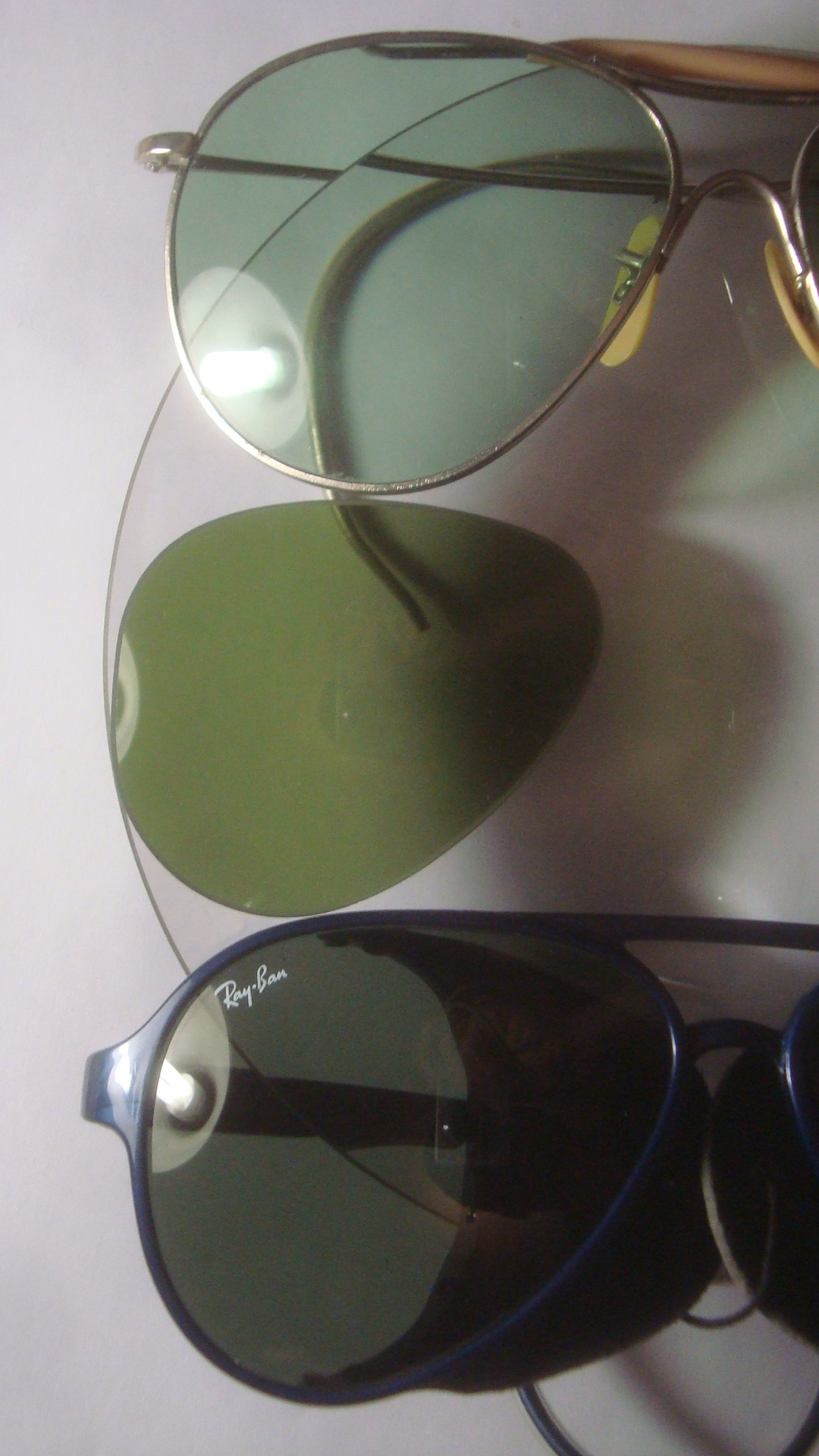
Рост затемнённости:
Shade 2 BL-2;
Shade 3 RB-3;
Shade 5 G-15

Линзы Ray-Ban по-настоящему солнцезащитными были не сразу, но со временем они имели тенденцию к росту затемнения. Первоначально, как сказано выше, Ray-Ban выпускал только два типа линз: светло-зелёные «Anti-glare» и жёлтые «Kalichrome». В очках для военных заказов Bausch & Lomb экспериментировал с линзами других цветов, но в гражданские серии они не вошли. Люди тогда были не готовы покупать тёмные очки, за которыми не видно глаз. В конце 1940-х годов добавились более тёмные зелёные RB-3 и зеркальные градиенты. В 1951 году исследователи указали, что пляжные спасатели из Атлантик-Сити на ярком солнце предпочитают очки потемнее — со светопропусканием 10—12 %. Тогда Bausch & Lomb разработал серо-зелёные линзы G-15 с трансмиссией света 15 %, которые удачно пришлись к появлению формы оправы «Wayfarer». Эти линзы долго оставались самыми распространёнными и коммерчески успешными.
Ассортимент линз до конца 1960-х годов был всё ещё невелик: зелёные RB-3, серо-зелёные G-15, жёлтые «Kalichrome», и зеркальные градиенты. С появлением на рубеже 60—70-х годов полнозеркальных G-31 линзы Ray-Ban достигли необходимого предела затемнения, но сами солнцезащитные очки из утилитарного средства для удобства и защиты давно уже превратились в модный аксессуар, с которым многие не хотели расставаться и в помещении и в тёмное время суток. В 1970-х появились фотохроматические линзы «Changeable», «Ambermatic» и «Ultragradient», отвечавшие этим потребностям. Начался рост ассортимента всё более высокотехнологичных и разнообразных по условиям применения линз, продолжавшийся до середины девяностых годов. В 1980-е, в связи с научными указаниями на возможный вред для глаз ярких синих лучей, повсеместно распространились очки с коричневыми линзами, блокирующие синий свет, а заодно улучшающие контрастность. У Ray-Ban эта тенденция проявилась в разработке коричневых B-15, коричневых зеркальных градиентов «Weatherbeater» и многофункциональных линз RB-50. В первой половине 1990-х годов началось применение неодимового стекла (линзы «ChroMax») и технологии отверждения поверхности ионным воздействием («Diamond Hard»). В конце 80-х — 90-х в линзах «Ray-Ban» появились поляризация, интерференционные цветные зеркальные покрытия и начался плавный переход от стекла к поликарбонату.

Маркировка линз

С 1930-х до конца 1970-х годов линзы обычно не маркировались. С конца 1970-х на обеих линзах рядом с креплением дужек появляются выгравированные лазером буквы «BL» (Bausch & Lomb), вписанные одна в другую. С 1981 года правую линзу стали помечать белым скорописным логотипом «Ray-Ban». С конца 1980-х годов гравировка «BL» иногда была ещё и в верхней части линз. Некоторые типы маркировались по-своему: у линз семейства «ChroMax» рядом с надписью «Ray-Ban» появилась молния, линзы Diamond Hard имели изображение алмаза, правая линза «Ultragradient» иногда маркировалась большими буквами «FANTASEES». На поликарбонатных линзах для горнолыжных очков белела надпись «Wings Bausch & Lomb», а на правой линзе RB-50 обычно так и было написано: «Ray-Ban 50». Линзы очков, выпущенных к Летним Олимпийским играм 1984, 1992 и 1996 годов, часто имели олимпийскую эмблему пять колец.
Все типы линз выпускались из закалённого минерального стекла, за исключением последних двух видов Polycarbonate и Polysphere, производившихся из нового материала поликарбоната в 1980-90-х годах. Введение в 1972 году американским федеральным законодательством правила, гласящего, что линза должна выдерживать падение стального шарика диаметром 1,6 см с высоты 127 см, заставило производителей очков увеличить толщину стёкол до 2 и даже 3 миллиметров. У Рэй-Бан средняя толщина линз составляла 2,2 мм и очки с ними были несколько тяжеловаты. В 1990-е годы вместо температурной закалки стекла начали применять химическое закаливание, а также новые методы окрашивания, что позволило уменьшить толщину линз до 1 мм по краям и 1,8 мм в центре и, соответственно, облегчить очки.
| Список линз Ray-Ban на основе каталогов и информационных проспектов, изданных до 1999 года. |                      | |
| Тип                                                                                         | Свето- пропуск       | Характеристики |
| Green anti-glare (BL-2, RB-2)                                                               | Shade 2 ок. 50 %     | Слабозатемнённые «антибликовые» линзы зелёного цвета, один из первых типов солнцезащитных линз Bausch & Lomb. К слову, антибликовых покрытий они не имели. Применялись в 1930-40-х годах фирмами Bausch & Lomb, American Optical, The Chas. Fischer Spring Co., Wilson Optical, Libby-Owens-Ford и Rochester Optical Co. в довоенных солнцезащитных очках, а также в защитных очках для армии AN-6531, AN-6530 и Ful Vue типа «гогглы». Первоначально имели ещё название «Rock Glass». |
| Gray anti-glare                                                                             |                      | Дымно-серые линзы средней затемнённости. Производились в 1930-40-е годы для очков AN6531, но в меньшем количестве, чем зелёные Anti-glare. Антибликовых покрытий не имели. |
| Broun anti-glare                                                                            |                      | Коричневые линзы оттенка умбры средней затемнённости. Производились в 1930-40-е годы для очков AN6531. Несмотря на название, они не являлись антибликовыми в современном понимании. |
| Amber anti-glare                                                                            |                      | Жёлто-янтарные линзы небольшой затемнённости, увеличивающие контрастность. Производились в 1930-40-е годы для защитных очков AN6531. |
| Kalichrome                                                                                  | ок. 80 %             | Жёлтые линзы с добавлением хромата калия. Усиливают контраст изображения без излишнего затемнения для вождения автомобиля в пасмурную и туманную погоду. Появились в 1938 году. |
| RB-3                                                                                        | Shade 3 29 %         | Линзы зелёного бутылочного цвета. Не искажают цветов(?). Появились в 1940-50-е годы на смену слишком светлым Shade 2 и стали первым по-настоящему массовым гражданским продуктом Ray-Ban в период послевоенной моды на милитаристские «авиаторы». Производились по 1990-е годы. |
| G-15                                                                                        | 15 %                 | Универсальные серо-зелёные линзы толщиной 2,2 мм. Не искажают цвета, уменьшают видимые контрасты, при длительном ношении не утомляют глаза. Разработаны в 1951 году под названием N-15, производились с 1952-го по 1990-е годы и применялись почти на всех видах очков. |
| G-15 XLT                                                                                    | 15 %                 | Эти линзы при одинаковой прочности с G-15 имеют толщину от 1 до 1,8 мм за счёт использования химического закаливания. Появились в 1990-х годах. |
| Glass Polarized (GP)                                                                        | 17 %                 | Поляризующие линзы, разновидность минеральных серо-зелёных линз G-15. Маркировались надписью «Ray-Ban GP» и производились в 1990-е годы. |
| B-15                                                                                        | 15 %                 | Универсальные коричневые линзы, отсекающие избыток голубых и синих лучей и поглощающие солнечные блики. Служили альтернативой G-15, так как они не только защищают от яркого света, но и усиливают контрастность. Производились с 1981-го по 1990-е годы. |
| B-15 XLT                                                                                    | 15 %                 | Имеют те же свойства, что и B-15, только легче их и тоньше. Как и линзы G-15 XLT, они подвергаются химической закалке. Появились в 1990-х годах. |
| P-15                                                                                        | 15 %                 | Серые поляризующие линзы. Производились в конце 1980-х — 1990-е годы. |
| G-20 ChroMax                                                                                | 20 %                 | В эти линзы добавлен оксид неодима, из-за чего от типа освещения они меняют свой цвет от серого до зелёного («александритовый эффект»). Как любое неодимовое стекло, сильно поглощают жёлтые лучи, но хорошо пропускают красные, янтарные и зелёные цвета и потому делают их более заметными (эффект сияния на затемнённом фоне). Имеют антибликовое покрытие. Предназначены для спорта. |
| B-20 ChroMax                                                                                | 20 %                 | Неодимовые линзы, предназначенные для водительских очков, усиливающих контрастность. От типа освещения меняют цвет от красновато-коричневого до зеленовато-жёлтого. Хорошо пропускают красные, янтарные и зелёные лучи и тем самым улучшают видимость светофорных и габаритных огней и запрещающих дорожных знаков. Имеют антибликовое покрытие. Появились в начале 1990-х гг. |
| ACE A-30 ChroMax                                                                            | 30 %                 | Малозатемнённые линзы из неодимового стекла аметистового цвета для гольфистов. В зависимости от освещения меняют свой цвет от фиолетового до голубого. Усиливают контрастность цветов, в особенности зелёного, синего и красного, улучшают видимость контуров предметов для облегчения слежения за мячом. Имеют изнутри противоотражающий слой. Появились в начале 1990-х гг. |
| G-31                                                                                        | 8 %                  | Серые зеркальные линзы, на которые термо-вакуумным испарением нанесён равномерный слой хрома, устойчивый к истиранию. Не искажают цветов. Предназначены для очень ярких условий, например, для путешествий по горам, пустыне, в снежном заполярье. Появились в конце 1960-х — начале 1970-х годов. |
| Top Gradient Mirror                                                                         | 4—31 % 10—15 %       | Верхнее переменное (градиентное) зеркальное покрытие на бесцветных линзах, а также на линзах RB-3, B-15, Ambermatic: сверху зеркальный эффект выражен больше, в середине меньше, а снизу его нет. Защита преимущественно от света Солнца и яркого неба. Появилось в 1948 году. |
| Double Gradient Mirror (DGM)                                                                | 4—64 % 4—23 % 4—15 % | Двойное переменное зеркальное покрытие на линзах Ambermatic, G-31, RB-3, B-15: сверху и снизу зеркальный эффект выражен, а посередине нет. Защита от яркого света сверху и отражённого снизу, а в середине обеспечивается повышенная видимость, например для поездок на мотоцикле, для водных путешествий, рыбалки. Применялось в 1950—80-е годы до появления линз с поляризующим эффектом. |
| Double Gradient Density                                                                     |                      | Линзы G-15 и Kalichrome с очень плотным переменным родиевым зеркальным покрытием. Производились в 1950-х годах к очкам «Deep Freeze» («Глубокая заморозка») по госзаказу для американских исследователей Антарктиды в рамках операции Deep Freeze. В 1980-х линзы Kalichrome с более прозрачным зеркальным напылением использовались в очках Powderhorn, Timberline и Aviator. |
| Weatherbeater                                                                               | 6—14 %               | Тёмноянтарные линзы с двойным градиентным зеркальным покрытием. Отражают яркие блики и одновременно усиливают контрастность. Предназначались для зимы, высокогорья и для зимних видов спорта, выпускались в 1980-е годы. |
| Changeable Gray                                                                             | 15—40 % 17—70 %      | Фотохроматические линзы («хамелеоны») серого цвета, в которые добавлены кристаллические галогениды серебра, разлагающиеся на свету и соединяюшиеся обратно в темноте. Линзы изменяют плотность затемнения в зависимости от яркости света. Не искажают цветов. Появились в 1974 году. |
| Changeable Green                                                                            | 17—70 %              | Фотохроматические линзы («хамелеоны») зелёного цвета. Изменяют плотность затемнения в зависимости от яркости света. |
| Changeable Blue                                                                             | 17—65 %              | Фотохроматические линзы («хамелеоны») синего цвета, изменяют плотность затемнения в зависимости от яркости света. |
| Changeable Brown                                                                            | 20—70 % 17—65 %      | Фотохроматические линзы («хамелеоны») коричневого цвета, изменяют плотность затемнения в зависимости от яркости света. Усиливают контраст цветов. |
| Changeable Rose                                                                             | 17—65 %              | Фотохроматические линзы («хамелеоны») розового цвета, изменяют плотность затемнения в зависимости от яркости света. Усиливают видимый контраст и резкость. |
| Changeable Rose Full Mirror                                                                 | 12—35 %              | Фотохроматические линзы розового цвета с наружным зеркальным покрытием, изменяют плотность затемнения в зависимости от яркости света. |
| Ultragradient                                                                               | на Солнце 20—25 %    | Фотохроматические линзы в стиле «fashion» с дополнительным градиентным затемнением (сверху темнее, снизу светлее), не исчезающим в помещении. Производились линзы серого, красно-коричневого, жёлто-коричневого и сизо-фиолетового цвета в 1970—80-х годах для очков «FANTASEES». |
| Ambermatic                                                                                  | 15—65 %              | Всепогодные «умные» фотохроматические линзы. В пасмурную погоду или в лесу они имеют янтарно-жёлтый цвет (amber — янтарь) и почти не затемняют, а только усиливают контрастность и улучшают видимость, наподобие жёлтых линз Kalichrome. При росте яркости света и падении температуры изменяют плотность затемнения и становятся всё более тёмно-коричневыми, а на максимуме затемнения — тёмно-серыми. Предназначены для спорта, туризма и охоты. Появились в 1978 году. |
| Ambermatic Full Mirror                                                                      | 10—38 %              | Все свойства предыдущего амберматика плюс наружное зеркальное покрытие для дополнительного затемнения. |
| Ambermatic Double Gradient Mirror                                                           | 4—38 %               | Ambermatic с двойным градиентным зеркальным покрытием: в середине линзы светопропускание в зависимости от яркости изменяется от 38 до 15 %, сверху и снизу составляет 4 %. |
| RB-50                                                                                       | 5—20 %               | Первые линзы Ray-Ban с многочисленными покрытиями, выпущены к 50-летию бренда в 1987 году. В основе они имеют янтарное боросиликатное стекло с фотохромным эффектом типа Ambermatic, к которому добавлена система «ловушка бликов»: снаружи и изнутри два золотистых зеркальных покрытия из монооксида титана взаимно отражают и гасят яркие солнечные блики. Имеют антибликовое покрытие из фторида магния. Изменяют плотность затемнения в зависимости солнечного света и температуры: от 20 до 10 % при 20 °C и до 5 % при 0 °C. Усиливают контраст, но не так резко, как Ambermatic. Предназначены как для летней ясной погоды, когда можно носить, например, B-15, так и для более яркого солнечного зимнего дня, когда нужны уже G-31 или Weatherbeater. |
| RB-50 Ultra                                                                                 | 8—20 %               | Всё то же самое, что и RB-50, плюс оснащены эффектом поляризации. Одна из последних инновационных разработок Ray-Ban в составе Bausch & Lomb перед кризисом перепроизводства и последующей продажей бренда Люксоттике. |
| Diamond Hard                                                                                |                      | Усовершенствование 1990-х годов для линз G-15 и B-15, состоящее в нанесении на линзу расширенным ионным пучком зеркального золотистого аморфного слоя, увеличивающего твёрдость поверхности для сопротивления износу и царапинам в 7—10 раз и облегчающего очистку стёкол от грязи и воды. |
| Blue, Rose, Gold, Silver etc… Mirror                                                        |                      | Разноцветные интерференционные зеркальные покрытия на линзах (чаще всего на G-15 и Polycarbonate). Выпускались линзы с зеркальными покрытиями розового, синего, золотого, серебряного, пурпурно-красного, жёлто-оранжевого и других оттенков в 1990-е годы. |
| Polycarbonate                                                                               |                      | Поликарбонатные линзы серого, зелёного, коричневого, синего и янтарного цвета, а также розовые хамелеоны и зеркальные. Выпускались для очков типа «Wings» («крылья») в 1980—90-х годах. |
| Polysphere                                                                                  |                      | Поликарбонатные линзы округло-выпуклой формы красно-оранжевого и серо-зелёного цвета в революционных для 1990-х годов облегающих спортивных очках «Xrays». |
| Примечания 1. 2. 3. 4. 5.                                                                   |                      | |

## Модели очков

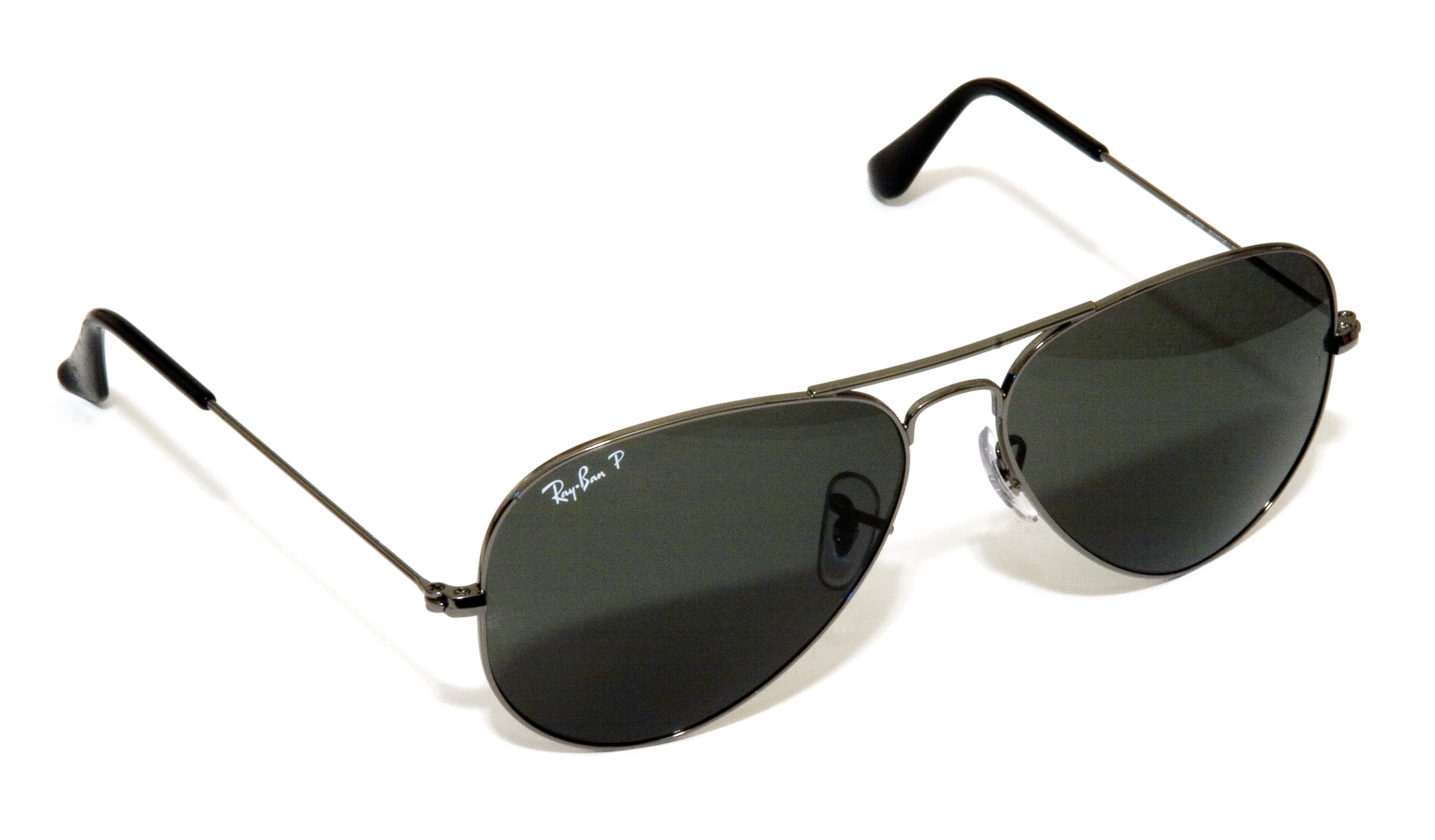
«Авиатор»
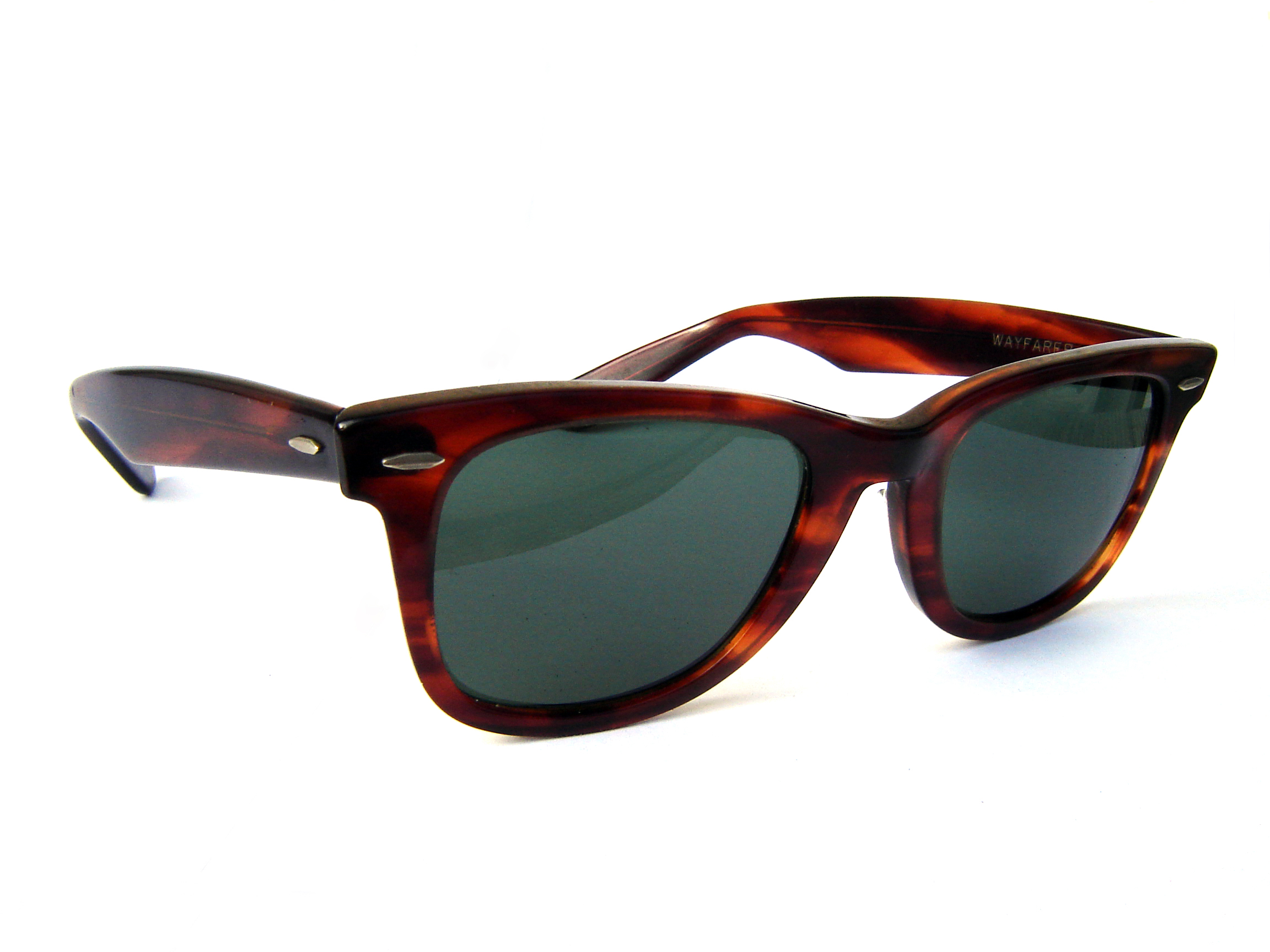
Классические «Уейфэра»
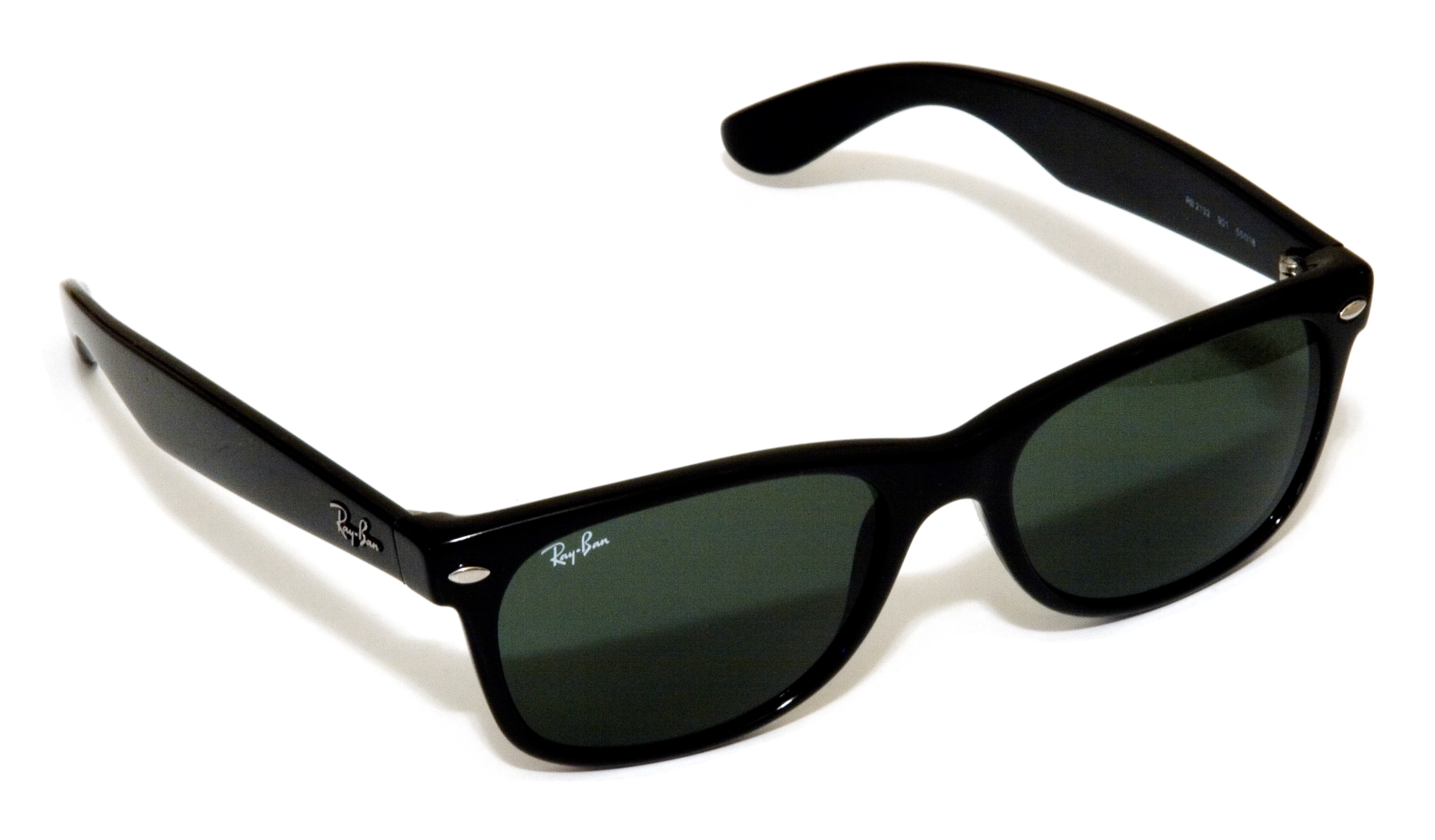
Современные «Новые Уейфэра»
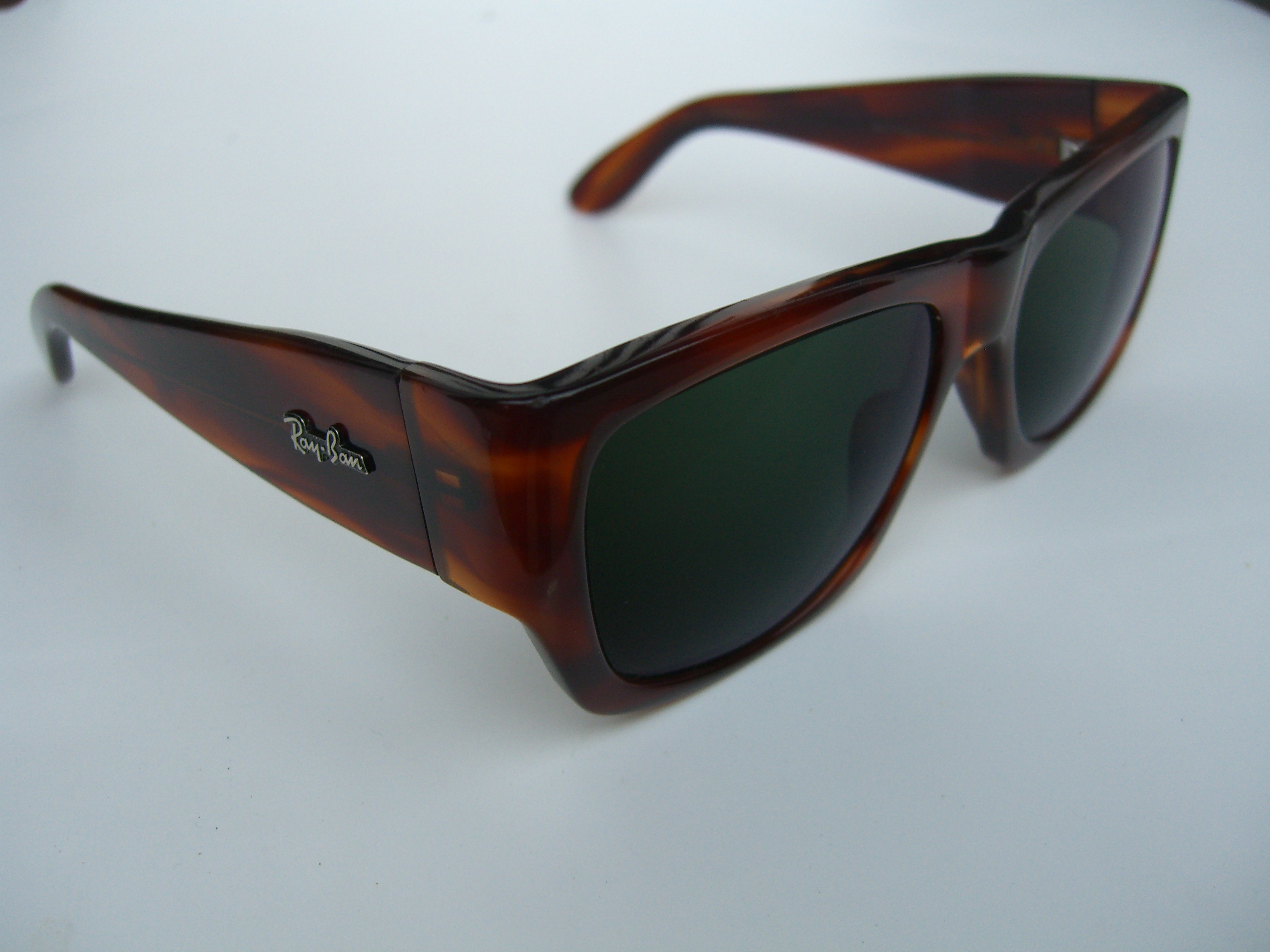
Wayfarer Nomad
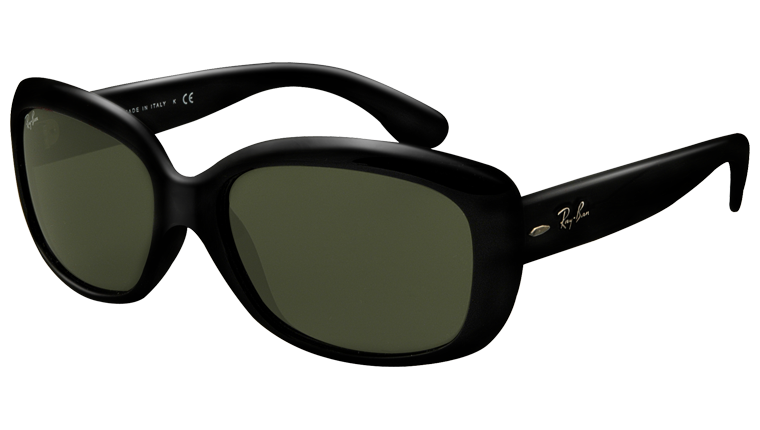
Jackie Ohh
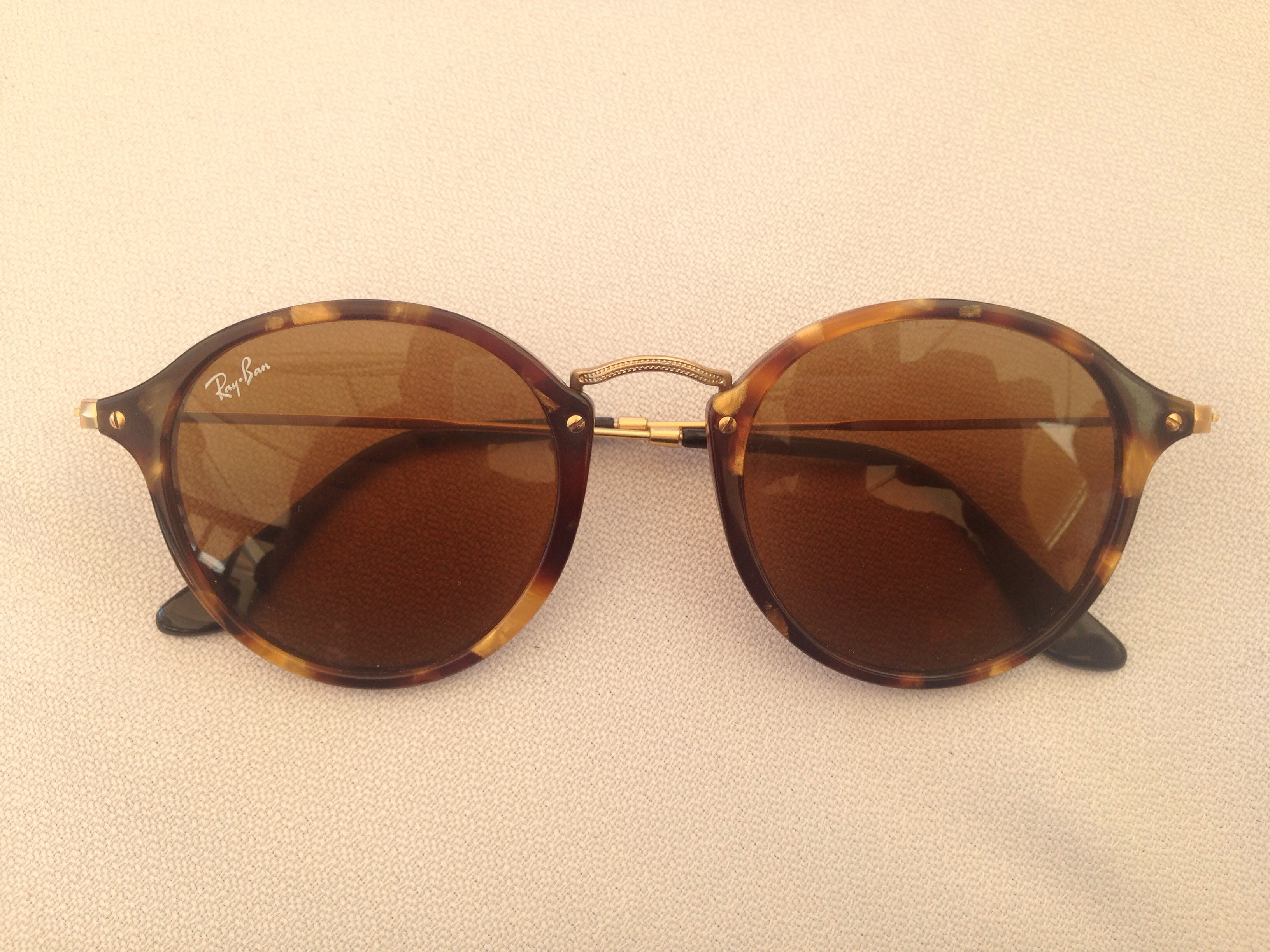
Round Icons
W1909 Classic Collection
Arctic Cats 8000 L1601
Arctic Cats 7000 L0055
W1737 Sport Series 2
Sport Series 4
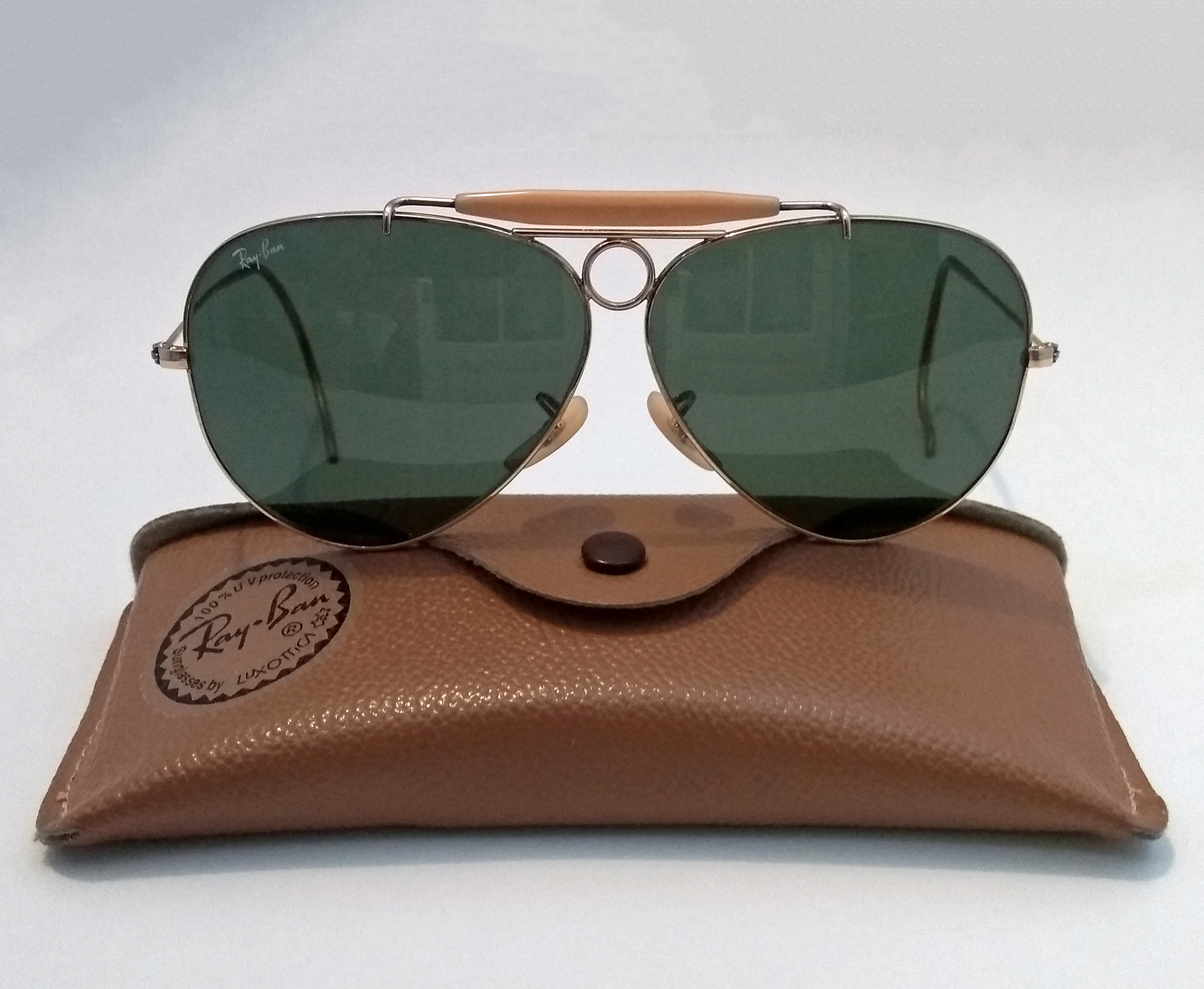
RB3139-001 Shooter
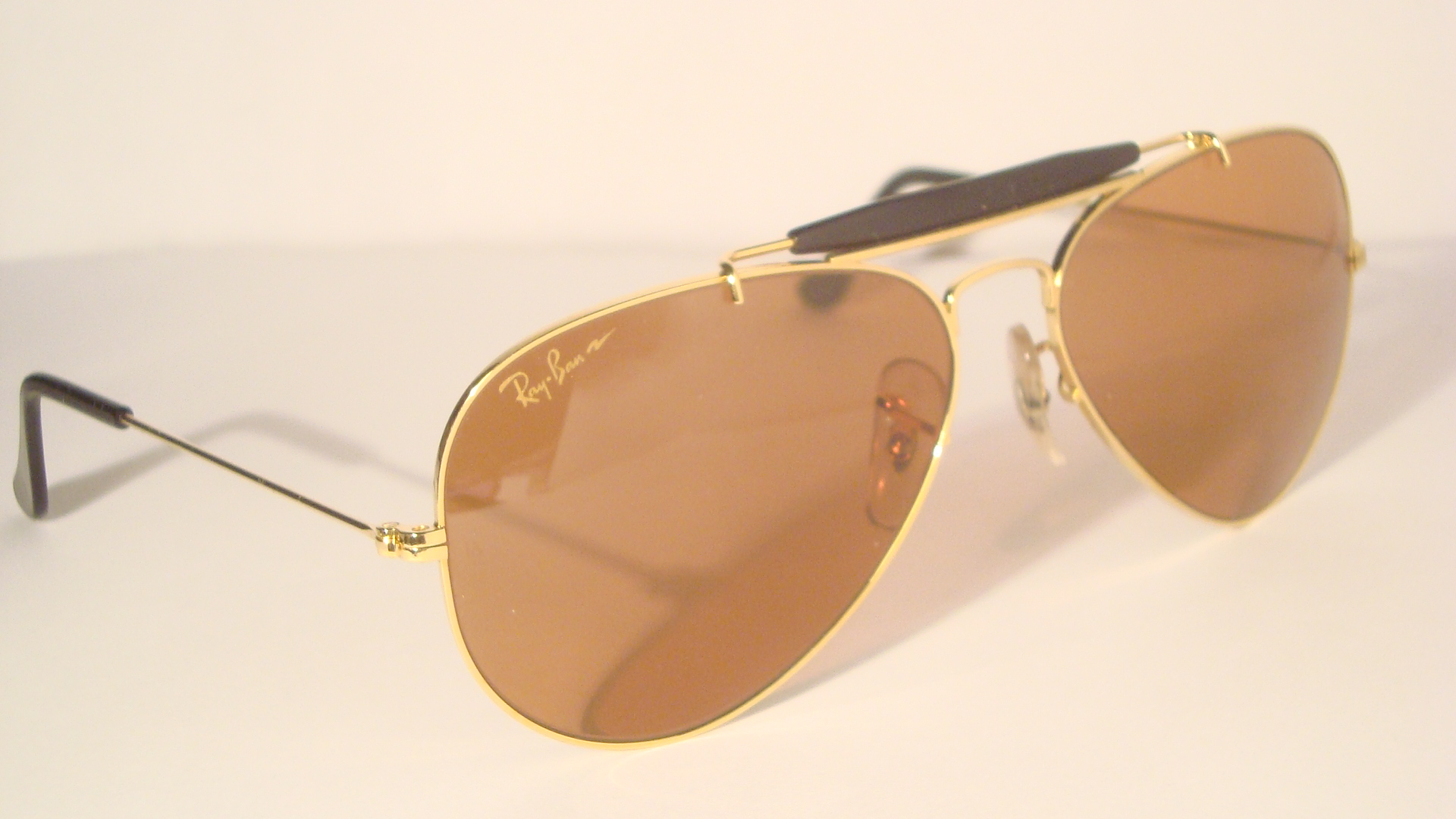
W1663 Outdoorsman
1992 Olympic Games 36 USC 380
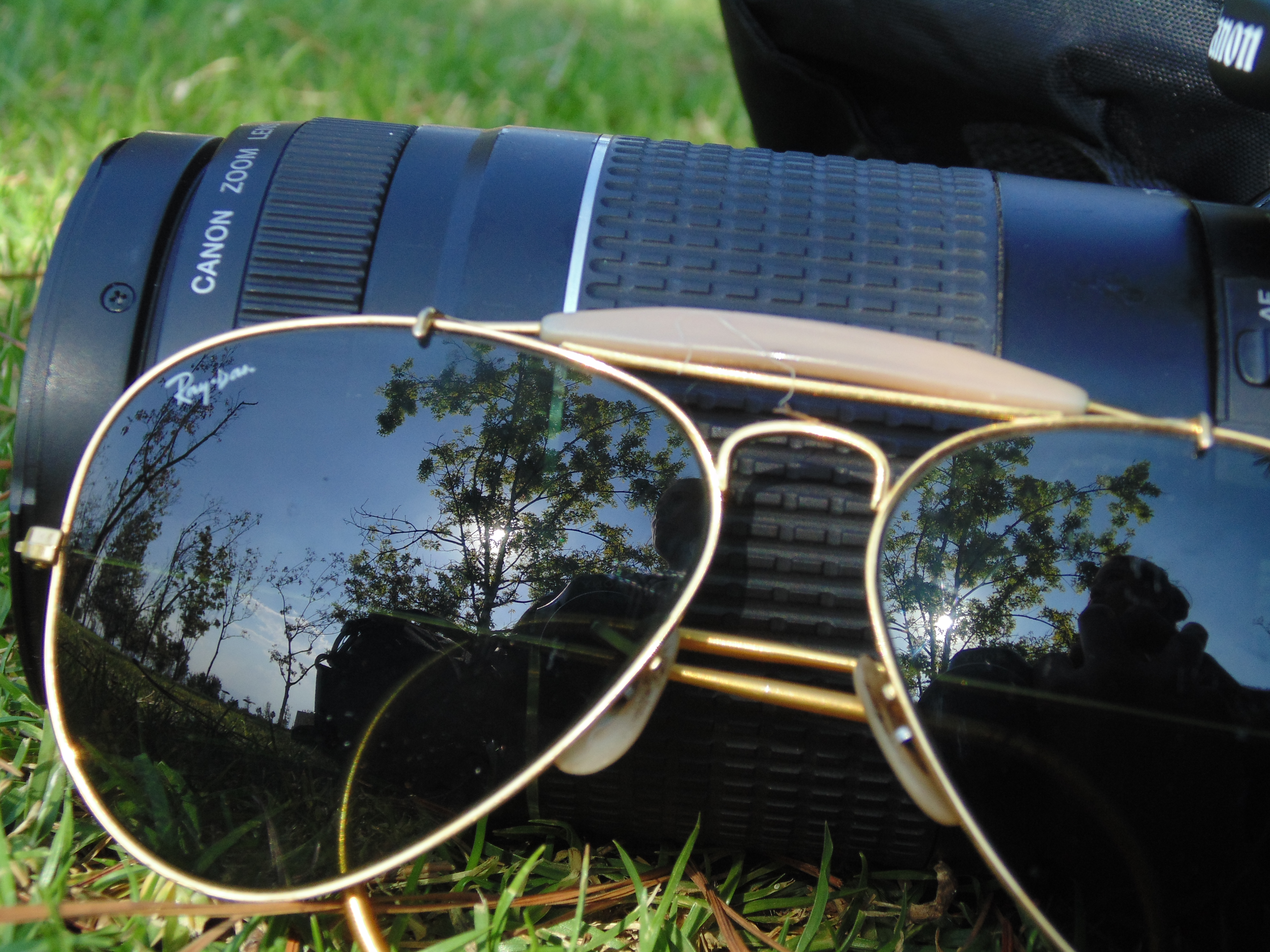
The General
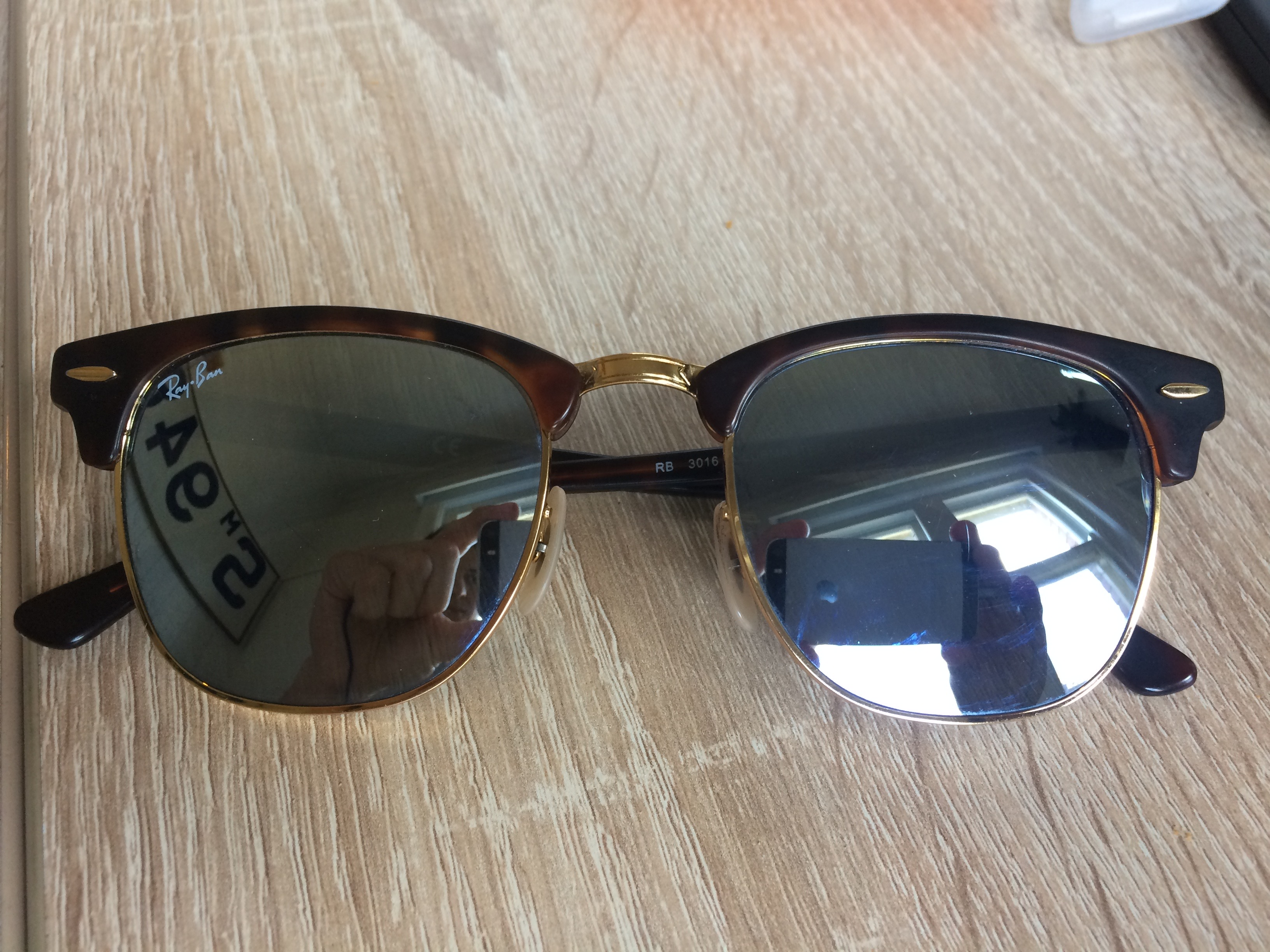
Clubmaster